# Knappologi
Knappologi betecknar systematisering av ointressanta fakta med vetenskapliga anspråk.
Ordet är en skämtsam neologism. Det myntades av August Strindberg i novellen "De lycksaliges ö", som publicerades i samlingen Svenska öden och äfventyr. Arkeologiprofessorn Oscar Montelius, som publicerade många viktiga arbeten om fornfyndens systematik och typindelning, anses ha stått modell för novellens professor i knappologi.
Klassifikation av knappar är i själva verket en användbar liten specialitet inom arkeologin.